# Compromiso Cívico
Compromiso Cívico (en italiano: Impegno Civico, IC) fue una alianza electoral centrista italiana que se presentó a las elecciones generales de 2022, compuesta por Juntos por el Futuro (IpF) de Luigi Di Maio y el Centro Democrático (CD) de Bruno Tabacci.

## Historia
En junio de 2022, el ministro de Asuntos Exteriores, Luigi Di Maio, junto con varios diputados y senadores, abandonaron el Movimiento Cinco Estrellas (M5S) y lanzaron Juntos por el Futuro (IpF), un grupo parlamentario activo tanto en el Senado como en la Cámara a la que se sumaron también dos eurodiputados. Tras la dimisión del primer ministro Mario Draghi y la convocatoria de elecciones anticipadas para septiembre, Di Maio inició conversaciones con Bruno Tabacci, político de izquierda cristiana y líder del Centro Democrático (CD), en torno a la posibilidad de formar una lista conjunta para las próximas elecciones.
El 1 de agosto, Di Maio y Tabacci, junto con Lucia Azzolina, Emilio Carelli, Laura Castelli y otros exmiembros del M5S, presentaron su lista conjunta "Compromiso Cívico" junto con el logo del nuevo partido. El Partido Republicano Italiano (PRI) también se sumó a la lista. Compromiso Cívico formó parte de la coalición de centro-izquierda en las elecciones generales de septiembre de 2022. Durante el acto, Di Maio criticó duramente a Giuseppe Conte, Matteo Salvini y Silvio Berlusconi, calificándolos de "extremistas", y añadió que "su victoria aislaría a Italia de Europa".
En las elecciones generales, la lista Compromiso Cívico-Centro Democrático obtuvo el 0,6% de los votos en todo el país, por lo que no superó el umbral del 3% necesario para elegir diputados en la circunscripción plurinominal y sólo eligió a un diputado, Bruno Tabacci, elegido en la circunscripción uninominal Lombardía 1 - 07.
El 7 de octubre, Tabacci declaró terminada la experiencia de Compromiso Cívico. El 22 de octubre, Di Maio dimitió como secretario general.

## Composición
| Partido | Partido                    | Ideología           | Líder         |
| ------- | -------------------------- | ------------------- | ------------- |
|         | Juntos por el Futuro (IpF) | Centrismo           | Luigi Di Maio |
|         | Centro Democrático (CD)    | Izquierda cristiana | Bruno Tabacci |